# ブルーメンブラット
ブルーメンブラット（欧字名:Blumenblatt、2003年2月20日 - ）は、日本の競走馬、繁殖牝馬。
2008年のマイルチャンピオンシップ（GI）、府中牝馬ステークス（GIII）優勝馬である。史上5頭目となる牝馬のマイルチャンピオンシップ優勝を果たした。

## 経歴

### デビューまで
マイワイルドフラワーは、アメリカで生産された父トップサイダーの牝馬である。1985年のブリーダーズカップ・マイルを制し、アメリカのリーディングサイアーとなったコジーンを産んだライドザトレイルズの妹だった。アメリカとアイルランドで走ったマイワイルドフラワーは、当地でそれぞれ1勝を挙げる15戦2勝という成績を残した。競走馬引退後は繁殖牝馬となったが、1991年に日本に輸入される。北海道早来町の社台ファームに繋養された。1994年の社台グループ再編からは、改称されたノーザンファームに繋養された。
1992年産の初仔は10戦2勝、翌年の2番仔は未出走。トラブル続きで間が空いて1997年に4番仔、ハゲタカオー（父:ジェイドロバリー）は、3勝、稲毛特別を優勝していた。その後、サッカーボーイ産駒の6番仔、サクラバクシンオー産駒の7番仔、フジキセキ産駒の8番仔が続いた。そして2002年は、この年183頭の繁殖牝馬を集めた種牡馬生活2年目のアドマイヤベガと交配していた。それから約1年後の2003年2月20日、マイワイルドフラワーの9番仔、アドマイヤベガの2世代目となる黒鹿毛の牝馬（後のブルーメンブラット）が誕生する。
兄姉のうち「サクラバクシンオー産駒の6番仔」は、「ジョイフルハート」という名を授かって競走馬として2004年6月にデビューし、新馬戦から11戦連続連対を達成していた。後にジョイフルハートは、ダートのオープン競走を複数勝利したほか、2008年6月には北海道スプリントカップを優勝することとなる。

キャロットファームの勝負服

9番仔は、クラブ法人有限会社キャロットファームの所有となる。キャロットファームが連携する愛馬会法人株式会社キャロットクラブでは、1口4万5000円の全400口、総額1800万円で出資会員の募集が行われた。
9番仔は「ブルーメンブラット」という競走馬名が与えられて、競走馬となる。母マイワイルドフラワーの「フラワー」から連想したドイツ語で「花びら」という意味だった。またキャロットクラブによれば「薔薇の品種で人気のあるイングリッシュ系スプレー薔薇。GIの舞台で大輪を咲かせてもらいたい。」という意味も含ませていた。ブルーメンブラットは、栗東トレーニングセンターの安藤正敏厩舎に入厩する。

### 競走馬時代

#### 安藤厩舎時代
2006年1月15日、京都競馬場の新馬戦でデビュー。2戦目、未勝利戦で勝ち上がった。3戦目の条件戦では、川島信二が騎乗し2着、以後しばらく川島が騎乗を続けることとなる。フラワーカップ（GIII）で重賞初出走を果たし、キストゥヘヴン、フサイチパンドラに次ぐ3着だった。牝馬三冠の一冠目・桜花賞当日の忘れな草賞（OP）に臨み、1番人気2着。5月初旬には、自己条件の矢車賞（500万円以下）で6馬身差の勝利を挙げた。2勝目を挙げて二冠目の優駿牝馬（GI）出走したが、競走中止したコイウタの影響でうまく進めなかった。9着に敗退する。
夏はクイーンステークス（GIII）6着の後、自己条件の大倉山特別（1000万円以下）では、2馬身逃げ切り、レコードで3勝目を挙げた。それから秋、三冠目の秋華賞（GI）に臨むも8着に敗退する。クラシック後は、自己条件の1600万円以下に参戦。相次いで1番人気に押されたがいずれも勝てなかった。4歳となった2007年2月、斑鳩ステークス（1600万円以下）にて中団追走から、すべて差し切り優勝し、4勝目、オープン昇格を果たした。その後、牝馬限定重賞、GI級競走に臨むも、上位にはなれなかった。

#### 石坂厩舎時代

##### 重賞好走、好走
5月末、安藤正敏調教師勇退のため、同じく栗東の石坂正厩舎へ転厩となった。石坂は初対面の直感で、さらなる活躍を見込めると感じ取っていた。そのため、時間をかけて錬成される。転厩後初の出走は、降級後の夏、自己条件のストークステークス（1600万円以下）となったが、左下眼瞼部裂創したために出走取消となった。ここですぐに次走を求めず、石坂は仕切り直しを選択し、放牧となった。
出走取消から3か月後の秋、10月には関東遠征を敢行し、東京の白秋ステークス（1600万円以下）では、吉田豊が騎乗し2番人気に支持された。中団を追走から直線で抜け出し、後方に2馬身半差をつけて優勝、5勝目のオープン再昇格となる。続いて11月11日、後藤浩輝に乗り替わって東京のオーロカップ（OP）に1番人気で参戦。中団追走から直線で抜け出し、追い込んで来たシンボリグランに半馬身差をつけて優勝、6勝目を挙げた。その後、暮れの阪神カップ（JpnII）では、5番人気に支持され、クリストフ・ルメールに乗り替わった。道中外々を通って直線で進出したが、GI級優勝馬スズカフェニックスに約半馬身、重賞優勝馬ジョリーダンスにクビ届かず、3着となった。

年をまたいで2008年、5歳は2月3日の京都牝馬ステークス（GIII）で始動する。再びルメールが騎乗し1番人気に推された。外枠から好スタートしながら後方外に控え、直線では外から追い上げた。しかし好位追走のザレマ、アドマイヤキッスなどには及ばず、キストゥヘヴンにも先着を許す4着となる。続いて4月12日、阪神牝馬ステークス（GII）では後藤が舞い戻り、再び1番人気となった。逃げるエイジアンウインズに対して中団を追走し、外から追い込んだ。その他には3馬身突き放したが、エイジアンウインズにクビ差届かず2着となった。
それから5月18日、ヴィクトリアマイル（GI）には、ウオッカ、ニシノマナムスメ、ベッラレイアに次ぐ4番人気の支持で後藤とともに参戦する。好スタートから好位の4番手を得て直線に向き、半ばで抜け出し、先頭に立った。しかし終いが甘くなり、エイジアンウインズ、ウオッカに差し切られた。エイジアンウインズには4分の3馬身とハナ差、ウオッカにはハナ差及ばず3着となる。

##### 府中牝馬ステークス
放牧休養、夏休みを経て、秋は、10月19日の府中牝馬ステークス（GIII）で復帰する。同世代の桜花賞優勝馬キストゥヘヴン、優駿牝馬並びに秋華賞優勝馬カワカミプリンセスが出走し、2頭で1、２番人気を占めていた。対してブルーメンブラットは4番人気、吉田が舞い戻っていた。8枠16番が与えられたが、スタート直後に出遅れてしまう。おかげで後方追走となった。
出遅れを取り戻そうと、内側に拘って道中を追走した。外に回さず馬群の中の9番で最終コーナーを通過。直線では、逃げるアサヒライジング、2番手から抜け出すカワカミプリンセスを目がけて追い上げた。馬群の間を割って末脚を発揮、1頭抜け出していたカワカミプリンセスに迫り、ゴール手前で差し切った。カワカミプリンセスに半馬身差をつけて決勝線通過を果たした。重賞11度目の挑戦で初勝利を挙げる。初勝利が府中牝馬ステークスであるのは、2001年マルカキャンディ以来のことだった。また、吉田にとっては、1998年メジロドーベル以来の府中牝馬ステークス優勝だった。
この次について、京都競馬場芝2200メートルの牝馬限定GIであるエリザベス女王杯と、同芝1600メートルの牡馬、牝馬、騸馬が出走可能なGIであるマイルチャンピオンシップの二択があったが、距離適性を考えて、後者を選択する。

##### マイルチャンピオンシップ
11月23日、マイルチャンピオンシップ（GI）に臨む。18頭立てのうち15頭が牡馬、騸馬だった。重賞3勝、毎日王冠優勝から臨むスーパーホーネット、重賞5勝のカンパニー、重賞2勝のローレルゲレイロに次ぐ10.6倍の4番人気に推される。他に高松宮記念優勝馬スズカフェニックスやファイングレイン、東京優駿（日本ダービー）2着の3歳馬スマイルジャック、カナダのラーイズアトーニーなどが相手だった。石坂はこれまでの走りを見て、参戦前に作戦を思いつき、吉田に告げている。これまでは、道中外々をまわり、終いで差し届かずといった内容で惜敗する場面が多かった。対して、前走の府中牝馬ステークスでは、出遅れた功を奏して、道中内々をまわり、直線で馬群から抜け出し勝利を挙げていた。このことから石坂は勝利するには、馬場の内側を突くべきと考えるようになり、吉田に指示していた。
4枠7番という中枠からスタートしたブルーメンブラットは、作戦通り中団の内側を確保。平均ペースを追走する。馬場の最も内で待機して最終コーナーを通過した。直線では、先行して抜け出したローレルゲレイロの背後を得ていた。直線半ば過ぎて、ローレルゲレイロの外に進路を得て、末脚を発揮して追い上げ、ローレルゲレイロを差し切り、抜け出した。ゴール手前、外からファイングレイン、大外からスーパーホーネットの追い上げがあったが、それを凌いでいた。スーパーホーネットに4分の3馬身差をつけ、先頭で決勝線を通過する。
GI初勝利を果たす。1986年タカラスチール、1990年パッシングショット、1993年シンコウラブリイ、1994年ノースフライトに次いで史上5頭目、14年ぶりとなる牝馬によるマイルチャンピオンシップ優勝を果たした。吉田はショウナンパントルで制した2004年阪神ジュベナイルフィリーズ以来、石坂はヴァーミリアンで制した2008年フェブラリーステークス以来のJRA-GI制覇だった。またキャロットファームとしては、2005年ハットトリックに次ぐマイルチャンピオンシップ2勝目だった。
マイルチャンピオンシップ敗北の場合、暮れの阪神カップを経て、翌春の高松宮記念を引退レースとすることを計画していたが、勝利したために引退となる。「GIホースになった今、もう一度、GIIに使うのはどうかと思うし、GIの高松宮記念とて、この馬にはベストの距離じゃない」（石坂正）として引退する時期が早まった。12月3日、日本中央競馬会の競走馬登録を抹消する。

### 繁殖牝馬時代
2009年からノーザンファームで繁殖牝馬となる。2023年まで12頭の仔を産んでいる。特に7番仔のパールデュー（父:キングカメハメハ）は三陸特別（2勝クラス）を優勝、9番仔のフォラブリューテ（父:エピファネイア）はリステッド競走の紅梅ステークスを優勝した。さらに10番仔のシュトラウス（父:モーリス）は2023年にGIIの東京スポーツ杯2歳ステークスを優勝し、産駒初の重賞初制覇を果たした。2023年8月31日をもって繁殖を引退。
引き続き繋用されており、リードホースをしていることがキャロットクラブの会報誌にて判明した。。

## 競走成績
以下の内容は、netkeiba.com並びにJBISサーチの情報に基づく。
| 競走日 | 競走日 | 競走日 | 競馬場 | 競走名              | 格       | 距離 （馬場） | 頭 数 | 枠 番 | 馬 番 | オッズ （人気） | 着順     | タイム （上り3F） | 着差     | 騎手       | 斤量 [kg] | 1着馬 （2着馬）        | 馬体重 [kg] |
| ------ | ------ | ------ | ------ | ------------------- | -------- | ------------- | ----- | ----- | ----- | --------------- | -------- | ----------------- | -------- | ---------- | --------- | ---------------------- | ----------- |
| 2006.  | 01.    | 15     | 京都   | 3歳新馬             |          | 芝1600m（稍） | 16    | 4     | 8     | 03.60（2人）    | 2着      | 01:38.1 （35.8）  | -0.4     | 小牧太     | 54        | マヤラブハート         | 468         |
|        | 01.    | 28     | 京都   | 3歳未勝利           |          | ダ1800m（良） | 10    | 1     | 1     | 02.10（1人）    | 1着      | 01:55.3 （37.3）  | -0.7     | 安藤勝己   | 54        | （ヤマニンリュクス）   | 464         |
|        | 02.    | 19     | 京都   | 3歳500万下          |          | ダ1400m（良） | 15    | 8     | 14    | 02.00（1人）    | 2着      | 01:25.7 （38.2）  | -0.0     | 川島信二   | 54        | ツルミトゥインクル     | 464         |
|        | 03.    | 18     | 中山   | フラワーC           | GIII     | 芝1800m（良） | 16    | 4     | 7     | 23.10（8人）    | 3着      | 01:49.2 （35.7）  | -0.3     | 川島信二   | 54        | キストゥヘヴン         | 450         |
|        | 04.    | 09     | 阪神   | 忘れな草賞          | OP       | 芝2000m（良） | 16    | 3     | 6     | 03.10（1人）    | 2着      | 02:05.2 （35.4）  | -0.2     | 川島信二   | 54        | ニシノフジムスメ       | 452         |
|        | 05.    | 07     | 京都   | 矢車賞              | 500万下  | 芝1800m（稍） | 11    | 4     | 4     | 01.70（1人）    | 1着      | 01:49.7 （36.3）  | -1.0     | 川島信二   | 54        | （ワイキューブ）       | 452         |
|        | 05.    | 21     | 東京   | 優駿牝馬            | GI       | 芝2400m（良） | 18    | 1     | 1     | 21.10（8人）    | 9着      | 02:27.1 （35.3）  | -0.9     | 川島信二   | 55        | カワカミプリンセス     | 450         |
|        | 08.    | 13     | 札幌   | クイーンS           | GIII     | 芝1800m（良） | 14    | 7     | 12    | 06.60（4人）    | 6着      | 01:47.5 （36.2）  | -0.8     | 川島信二   | 52        | デアリングハート       | 464         |
|        | 09.    | 03     | 札幌   | 大倉山特別          | 1000万下 | 芝1500m（良） | 14    | 5     | 7     | 02.30（1人）    | 1着      | R1:27.8 （34.5）  | -0.3     | 川島信二   | 53        | （アドマイヤドレス）   | 464         |
|        | 10.    | 15     | 京都   | 秋華賞              | GI       | 芝2000m（良） | 18    | 3     | 6     | 20.20（6人）    | 8着      | 01:59.0 （35.0）  | -0.8     | 川島信二   | 55        | カワカミプリンセス     | 452         |
|        | 11.    | 11     | 東京   | ユートピアS         | 1600万下 | 芝1600m（稍） | 14    | 5     | 8     | 02.70（1人）    | 3着      | 01:35.2 （34.0）  | -0.0     | 川島信二   | 54        | コスモマーベラス       | 458         |
|        | 12.    | 02     | 阪神   | ゴールデンホイップT | 1600万下 | 芝1600m（良） | 14    | 8     | 14    | 03.50（1人）    | 2着      | 01:34.1 （34.1）  | -0.0     | 岩田康誠   | 55        | エイシンドーバー       | 462         |
| 2007.  | 01.    | 20     | 京都   | 石清水S             | 1600万下 | 芝1600m（良） | 16    | 1     | 2     | 03.20（1人）    | 4着      | 01:35.2 （34.6）  | -0.3     | 川島信二   | 54        | ヒシハイグレード       | 460         |
|        | 02.    | 18     | 京都   | 斑鳩S               | 1600万下 | 芝1400m（重） | 16    | 4     | 7     | 02.70（1人）    | 1着      | 01:23.4 （35.5）  | -0.0     | 川島信二   | 55        | （マルターズホビー）   | 460         |
|        | 04.    | 07     | 阪神   | 阪神牝馬S           | GII      | 芝1400m（良） | 10    | 7     | 8     | 11.40（4人）    | 5着      | 01:21.3 （35.2）  | -0.6     | 川島信二   | 55        | ジョリーダンス         | 458         |
|        | 05.    | 13     | 東京   | ヴィクトリアM       | JpnI     | 芝1600m（良） | 18    | 6     | 12    | 91.9（15人）    | 8着      | 01:33.1 （34.3）  | -0.6     | 川島信二   | 55        | コイウタ               | 458         |
|        | 07.    | 07     | 阪神   | ストークS           | 1600万下 | 芝1400m（良） | 17    | 7     | 13    |                 | 出走取消 | 出走取消          | 出走取消 | 和田竜二   | 55        | アンブロワーズ         | 計不        |
|        | 10.    | 21     | 東京   | 白秋S               | 1600万下 | 芝1400m（良） | 16    | 3     | 6     | 04.80（2人）    | 1着      | 01:20.8 （34.3）  | -0.4     | 吉田豊     | 55        | （サンクスアロット）   | 476         |
|        | 11.    | 11     | 東京   | オーロC             | OP       | 芝1400m（稍） | 17    | 2     | 4     | 02.70（1人）    | 1着      | 01:21.7 （34.2）  | -0.1     | 後藤浩輝   | 53        | （シンボリグラン）     | 474         |
|        | 12.    | 16     | 阪神   | 阪神C               | JpnII    | 芝1400m（良） | 18    | 8     | 16    | 14.30（5人）    | 3着      | 01:20.7 （34.0）  | -0.1     | C.ルメール | 55        | スズカフェニックス     | 470         |
| 2008.  | 02.    | 03     | 京都   | 京都牝馬S           | GIII     | 芝1600m（重） | 13    | 8     | 14    | 02.60（1人）    | 4着      | 01:36.6 （34.8）  | -0.6     | C.ルメール | 55        | アドマイヤキッス       | 470         |
|        | 04.    | 12     | 阪神   | 阪神牝馬S           | GII      | 芝1400m（良） | 15    | 4     | 7     | 03.40（1人）    | 2着      | 01:21.4 （33.5）  | -0.0     | 後藤浩輝   | 55        | エイジアンウインズ     | 468         |
|        | 05.    | 18     | 東京   | ヴィクトリアM       | JpnI     | 芝1600m（良） | 18    | 1     | 2     | 08.80（4人）    | 3着      | 01:33.8 （33.6）  | -0.1     | 後藤浩輝   | 55        | エイジアンウインズ     | 466         |
|        | 10.    | 19     | 東京   | 府中牝馬S           | GIII     | 芝1800m（良） | 18    | 8     | 16    | 08.00（4人）    | 1着      | 01:45.5 （33.2）  | -0.1     | 吉田豊     | 55        | （カワカミプリンセス） | 476         |
|        | 11.    | 23     | 京都   | マイルCS            | GI       | 芝1600m（良） | 18    | 4     | 7     | 10.60（4人）    | 1着      | 01:32.6 （33.9）  | -0.1     | 吉田豊     | 55        | （スーパーホーネット） | 486         |

- タイム欄のRはレコード勝ちを示す。

## 繁殖成績
| 誕生年 |        | 馬名                     | 性 | 毛色   | 父                 | 厩舎                                               | 馬主                       | 戦績           | 勝ち鞍                           | 供用 | 出典   |
| ------ | ------ | ------------------------ | -- | ------ | ------------------ | -------------------------------------------------- | -------------------------- | -------------- | -------------------------------- | ---- | ------ |
| 2010年 | 初仔   | オレアリア               | 牡 | 黒鹿毛 | シンボリクリスエス | 石坂正（栗東） →大橋敬永（笠松）                   | キャロットファーム →廣瀬普 | 16戦2勝        |                                  | 抹消 | [ 46 ] |
| 2011年 | 2番仔  | クリーブラット           | 牡 | 芦毛   | チチカステナンゴ   | 石坂正（栗東）                                     | キャロットファーム         | 14戦1勝        |                                  | 抹消 | [ 47 ] |
| 2012年 | 3番仔  | スウィートテイルズ       | 牝 | 黒鹿毛 | キングカメハメハ   | 石坂正（栗東）                                     | 吉田和美                   | 5戦0勝         |                                  | 繁殖 | [ 48 ] |
| 2013年 | 4番仔  | クラシックリディア       | 牝 | 黒鹿毛 | ハービンジャー     | 石坂正（栗東） →斉藤崇史（栗東）                   | キャロットファーム         | 16戦1勝        |                                  | 繁殖 | [ 50 ] |
| 2014年 | 5番仔  | ヴィルデローゼ           | 牝 | 鹿毛   | エンパイアメーカー | 石坂正（栗東）                                     | キャロットファーム         | 21戦3勝        |                                  | 繁殖 | [ 51 ] |
| 2015年 | 6番仔  | ブルーメンクローネ       | 牝 | 鹿毛   | キングカメハメハ   | 石坂正（栗東） →角田輝也（名古屋） →石坂正（栗東） | キャロットファーム         | 17戦5勝        |                                  | 繁殖 | [ 54 ] |
| 2016年 | 7番仔  | パールデュー             | 牝 | 黒鹿毛 | キングカメハメハ   | 黒岩陽一（美浦）                                   | 吉田和美                   | 8戦3勝         | 三陸特別（2勝C）                 | 繁殖 | [ 38 ] |
| 2017年 |        | 死産                     |    |        | キングカメハメハ   |                                                    |                            |                |                                  |      | [ 4 ]  |
| 2018年 | 8番仔  | ブルメンダール           | 牡 | 青毛   | モーリス           | 国枝栄（美浦）                                     | キャロットファーム         | 20戦3勝        |                                  | 現役 | [ 55 ] |
| 2019年 | 9番仔  | フォラブリューテ         | 牝 | 黒鹿毛 | エピファネイア     | 宮田敬介（美浦）                                   | キャロットファーム         | 14戦2勝        | 紅梅S（L）                       | 繁殖 | [ 39 ] |
| 2020年 |        | 不受胎                   |    |        | ロードカナロア     |                                                    |                            |                |                                  |      | [ 4 ]  |
| 2021年 | 10番仔 | シュトラウス             | 牡 | 黒鹿毛 | モーリス           | 武井亮（美浦）                                     | キャロットファーム         | 9戦3勝         | 東スポ杯2歳S（GII） 白富士S（L） | 現役 | [ 56 ] |
| 2022年 | 11番仔 | リンゲルブルーメ         | 牝 | 鹿毛   | ドレフォン         | 池添学（栗東）                                     |                            | 8戦1勝         |                                  | 現役 | [ 57 ] |
| 2023年 | 12番仔 | ブルーメンブラットの2023 | 牝 | 鹿毛   | ミスターメロディ   |                                                    |                            | （デビュー前） |                                  |      | [ 58 ] |

- 2025年4月22日現在

## 血統表
| ブルーメンブラットの血統                                   | ブルーメンブラットの血統                                                  | ブルーメンブラットの血統                                                  | （血統表の出典）                                                          | （血統表の出典） |
| 父系                                                       | サンデーサイレンス系                                                      | サンデーサイレンス系                                                      | サンデーサイレンス系                                                      | [ § 2 ]          |
| 父 アドマイヤベガ 1996 鹿毛 北海道早来町                   | 父の父*サンデーサイレンス Sunday Silence 1986 青鹿毛 アメリカ             | Halo                                                                      | Hail to Reason                                                            | Hail to Reason   |
| 父 アドマイヤベガ 1996 鹿毛 北海道早来町                   | 父の父*サンデーサイレンス Sunday Silence 1986 青鹿毛 アメリカ             | Halo                                                                      | Cosmah                                                                    |                  |
| 父 アドマイヤベガ 1996 鹿毛 北海道早来町                   | 父の父*サンデーサイレンス Sunday Silence 1986 青鹿毛 アメリカ             | Wishing Well                                                              | Understanding                                                             | Understanding    |
| 父 アドマイヤベガ 1996 鹿毛 北海道早来町                   | 父の父*サンデーサイレンス Sunday Silence 1986 青鹿毛 アメリカ             | Wishing Well                                                              | Mountain Flower                                                           |                  |
| 父 アドマイヤベガ 1996 鹿毛 北海道早来町                   | 父の母ベガ 1990 鹿毛 北海道早来町                                         | *トニービン Tony Bin                                                      | *カンパラ                                                                 | *カンパラ        |
| 父 アドマイヤベガ 1996 鹿毛 北海道早来町                   | 父の母ベガ 1990 鹿毛 北海道早来町                                         | *トニービン Tony Bin                                                      | Severn Bridge                                                             |                  |
| 父 アドマイヤベガ 1996 鹿毛 北海道早来町                   | 父の母ベガ 1990 鹿毛 北海道早来町                                         | *アンティックヴァリュー Antique Valu                                      | Northern Dancer                                                           | Northern Dancer  |
| 父 アドマイヤベガ 1996 鹿毛 北海道早来町                   | 父の母ベガ 1990 鹿毛 北海道早来町                                         | *アンティックヴァリュー Antique Valu                                      | Moonscape                                                                 |                  |
| 母 *マイワイルドフラワー My Wild Flower 1986 鹿毛 アメリカ | 母の父Topsider 1971 鹿毛                                                  | Northern Dancer                                                           | Nearctic                                                                  | Nearctic         |
| 母 *マイワイルドフラワー My Wild Flower 1986 鹿毛 アメリカ | 母の父Topsider 1971 鹿毛                                                  | Northern Dancer                                                           | Natalma                                                                   |                  |
| 母 *マイワイルドフラワー My Wild Flower 1986 鹿毛 アメリカ | 母の父Topsider 1971 鹿毛                                                  | Drumtop                                                                   | Round Table                                                               | Round Table      |
| 母 *マイワイルドフラワー My Wild Flower 1986 鹿毛 アメリカ | 母の父Topsider 1971 鹿毛                                                  | Drumtop                                                                   | Zonah                                                                     |                  |
| 母 *マイワイルドフラワー My Wild Flower 1986 鹿毛 アメリカ | 母の母Wildwook 1965 鹿毛                                                  | Sir Gaylord                                                               | Turn-to                                                                   | Turn-to          |
| 母 *マイワイルドフラワー My Wild Flower 1986 鹿毛 アメリカ | 母の母Wildwook 1965 鹿毛                                                  | Sir Gaylord                                                               | Somethingroyal                                                            |                  |
| 母 *マイワイルドフラワー My Wild Flower 1986 鹿毛 アメリカ | 母の母Wildwook 1965 鹿毛                                                  | Blue Canoe                                                                | Jet Pilot                                                                 | Jet Pilot        |
| 母 *マイワイルドフラワー My Wild Flower 1986 鹿毛 アメリカ | 母の母Wildwook 1965 鹿毛                                                  | Blue Canoe                                                                | Portage                                                                   |                  |
| 母系(F-No.)                                                | (FN:4-m)                                                                  | (FN:4-m)                                                                  | (FN:4-m)                                                                  | [ § 3 ]          |
| 5代内の近親交配                                            | Northern Dancer 4×3、Turn-to 5×4、Almahmoud 5×5、Princequillo 5･5（母内） | Northern Dancer 4×3、Turn-to 5×4、Almahmoud 5×5、Princequillo 5･5（母内） | Northern Dancer 4×3、Turn-to 5×4、Almahmoud 5×5、Princequillo 5･5（母内） | [ § 4 ]          |
| 出典                                                       | 1. 2. 3. 4.                                                               | 1. 2. 3. 4.                                                               | 1. 2. 3. 4.                                                               | 1. 2. 3. 4.      |

半兄に、2008年北海道スプリントカップ勝ち馬のジョイフルハートがいる。